# STU↗でんつ!
『STU↗でんつ!』（すちゅーでんつ）は、2018年4月7日から2022年10月1日まで広島テレビで放送されていたSTU48が瀬戸内の魅力を学び発信する「せとうち情報バラエティー」番組である。

## 概要
STU48のメンバーが週に1回開かれる学び舎（まなびや）に集合し、瀬戸内の歴史・地理・方言・トピックスなど、瀬戸内のあらゆることをクイズやゲームを織り交ぜて、瀬戸内の魅力を発信していく。
- 校訓
  - 一. 瀬戸内を知り
  - 一. 瀬戸内を想い
  - 一. 瀬戸内を愛する

- 授業の科目
  - 1時間目：○○科
  - 2時間目：○○科
  - 3時間目：課外授業「虹色せとりっぷ」
- 宿題：ものまねetc

登校メンバーの中の1人が日直（MC）を担当する。収録はかつて同局で放送されていた「ぐるぐるスクール」と同様、広島県内（主に広島市内）にある進徳女子高校で行われており、番組EDに収録が行われた高校の学校紹介が放送される。また、不定期で課外授業（○○県××をぶらり旅）という形でのロケ企画も放送されていた。ラスト3回の収録はグランドプリンスホテル広島で行い最終回を迎えた。

## 出演者
- STU48
- ラスト3回（最終回）の司会：有田優理香

過去の出演者
- 宮脇靖知（広島テレビアナウンサー） - 課外授業「虹色せとりっぷ」初代担当[注 1]
- 西口真央（広島テレビアナウンサー） - 課外授業「虹色せとりっぷ」二代目担当[注 2]

### ゲスト
料理対決審査員
- 平川広代（料理研究家） - 第17回〜第19回[5]
- 板倉弥沙（進徳女子高等学校教諭） - 第17回〜第20回[5]、第36回〜第37回[6]、第39回〜第42回[7]、第49回〜第50回[8]、第73回〜第76回[9]、第106回〜第108回[10]、第157回〜第160回[11]、第194回〜第197回[12][13][14][15]

特別講師
- 石井奏美（西日本放送アナウンサー） - 第60回[16]
- 成田弘毅（山口放送アナウンサー） - 第61回[16]
- 力石舜久（山口放送アナウンサー） - 第79回[17]
- 小川貴弘（南海放送アナウンサー） - 第62回[16]、第80回[17]、第192回[18]
- 野口七海（四国放送アナウンサー） - 第63回[16]、第78回[17]
- 松岡絵梨子（広島テレビアナウンサー） - 第81回[17]

対戦
- 進徳女子高等学校ダンス部 - 第98回〜第99回[19]
- 進徳女子高等学校卓球部  - 第100回〜第101回[19]
- 山口ようこ（デコもち認定講師） - 第139回にVTRに出演[20]

各種データ
最多日直回数

## コーナー

### 虹色せとりっぷ
広島テレのテレビ派のコーナー「虹色せとりっぷ」で、瀬戸内海を虹色にいろどる「ヒト」と「マチ」をSTU48とめぐる旅。
|    | 放送日          | 回               | 出演者     | 旅先                          | 出典・備考 |
| -- | --------------- | ---------------- | ---------- | ----------------------------- | ---------- |
| 1  | 2018年 04月07日 | #1 - #4          | 瀧野由美子 | 岡山県瀬戸内市                | [ 22 ]     |
| 2  | 04月14日        | #1 - #4          | 石田みなみ | 香川県坂出市                  | [ 22 ]     |
| 3  | 04月21日        | #1 - #4          | 石田千穂   | 山口県宇部市                  | [ 22 ]     |
| 4  | 04月28日        | #1 - #4          | 佐野遥     | 岡山県倉敷市                  | [ 22 ]     |
| 5  | 05月05日        | #5 - #8          | 薮下楓     | 香川県三豊市                  | [ 23 ]     |
| 6  | 05月12日        | #5 - #8          | 門田桃奈   | 愛媛県今治市                  | [ 23 ]     |
| 7  | 05月19日        | #5 - #8          | 三島遥香   | 兵庫県たつの市                | [ 23 ]     |
| 8  | 05月26日        | #5 - #8          | 田中皓子   | 山口県防府市                  | [ 23 ]     |
| 9  | 06月02日        | #9 - #12         | 石田千穂   | 愛媛県松山市                  | [ 24 ]     |
| 10 | 06月09日        | #9 - #12         | 土路生優里 | 山口県下松市                  | [ 24 ]     |
| 11 | 06月16日        | #9 - #12         | 福田朱里   | 愛媛県弓削島                  | [ 24 ]     |
| 12 | 06月23日        | #9 - #12         | 市岡愛弓   | 広島県呉市                    | [ 24 ]     |
| 13 | 06月30日        | #13 - #16        | 瀧野由美子 | 山口県熊毛郡平生町            | [ 25 ]     |
| 14 | 07月14日        | #13 - #16        | 藤原あずさ | 岡山県浅口市                  | [ 25 ]     |
| 15 | 07月14日        | #13 - #16        | 石田みなみ | 広島県大竹市                  | [ 25 ]     |
| 16 | 07月21日        | #13 - #16        | 岩田陽菜   | 香川県仲多度郡琴平町          | [ 25 ]     |
| 17 | 08月25日        | #21 - #25        | 今村美月   | 山口県山口市                  | [ 26 ]     |
| 18 | 09月08日        | #21 - #25        | 兵頭葵     | 兵庫県姫路市                  | [ 26 ]     |
| 19 | 09月15日        | #21 - #25        | 薮下楓     | 香川県さぬき市                | [ 26 ]     |
| 20 | 09月23日        | #21 - #25        | 門脇実優菜 | 山口県周防大島                | [ 26 ]     |
| 21 | 10月13日        | #28 #29          | 矢野帆夏   | 徳島県阿南市                  | [ 27 ]     |
| 22 | 10月20日        | #28 #29          | 甲斐心愛   | 広島県尾道市因島              | [ 27 ]     |
| 23 | 11月24日        | #34 - #37        | 矢野帆夏   | 徳島県徳島市                  | [ 6 ]      |
| 24 | 12月01日        | #34 - #37        | 峯吉愛梨沙 | 岡山県倉敷市                  | [ 6 ]      |
| 25 | 12月08日        | #34 - #37        | 福田朱里   | 愛媛県西条市                  | [ 6 ]      |
| 26 | 12月15日        | #34 - #37        | 榊美優     | 香川県東かがわ市              | [ 6 ]      |
| 27 | 2019年 03月16日 | #49 #50          | 磯貝花音   | 兵庫県高砂市                  | [ 8 ]      |
| 28 | 03月23日        | #49 #50          | 土路生優里 | 岡山県岡山市                  | [ 8 ]      |
| 29 | 04月20日        | #54 #55          | 菅原早記   | 徳島県小松島市                | [ 28 ]     |
| 30 | 04月27日        | #54 #55          | 田中皓子   | 広島県呉市                    | [ 28 ]     |
| 31 | 05月04日        | #56 - #59        | 森香穂     | 愛媛県大洲市                  | [ 29 ]     |
| 32 | 05月11日        | #56 - #59        | 谷口茉妃菜 | 山口県周防大島                | [ 29 ]     |
| 33 | 05月18日        | #56 - #59        | 森香穂     | 愛媛県伊方町                  | [ 29 ]     |
| 34 | 05月25日        | #56 - #59        | 兵頭葵     | 香川県高松市                  | [ 29 ]     |
| 35 | 07月06日        | #65 - #67        | 石田千穂   | 徳島県美馬市                  | [ 30 ]     |
| 36 | 07月13日        | #65 - #67        | 石田千穂   | 徳島県吉野川市                | [ 30 ]     |
| 37 | 07月20日        | #65 - #67        | 門田桃奈   | 兵庫県赤穂郡上郡町            | [ 30 ]     |
| 38 | 08月31日        | #73 - #76        | 石田みなみ | 愛媛県伊予市                  | [ 9 ]      |
| 39 | 09月07日        | #73 - #76        | 石田みなみ | 愛媛県東温市                  | [ 9 ]      |
| 40 | 09月14日        | #73 - #76        | 三島遥香   | 山口県防府市                  | [ 9 ]      |
| 41 | 09月21日        | #73 - #76        | 森下舞羽   | 香川県坂出市                  | [ 9 ]      |
| 42 | 11月02日        | #82 #84 #85      | 田中皓子   | 愛媛県松山市                  | [ 31 ]     |
| 43 | 11月16日        | #82 #84 #85      | 磯貝花音   | 兵庫県加古川市                | [ 31 ]     |
| 44 | 11月23日        | #82 #84 #85      | 磯貝花音   | 兵庫県稲美町                  | [ 31 ]     |
| 45 | 12月07日        | #87 #89          | 藤原あずさ | 山口県下関市                  | [ 32 ]     |
| 46 | 12月21日        | #87 #89          | 中村舞     | 徳島県徳島市                  | [ 32 ]     |
| 47 | 2020年 01月11日 | #90 - #92        | 門脇実優菜 | 岡山県倉敷市                  | [ 33 ]     |
| 48 | 01月18日        | #90 - #92        | 信濃宙花   | 山口県宇部市                  | [ 33 ]     |
| 49 | 01月25日        | #90 - #92        | 中村舞     | 徳島県板野郡                  | [ 33 ]     |
| 50 | 03月14日        | #99 - #101       | 峯吉愛梨沙 | 山口県岩国市                  | [ 19 ]     |
| 51 | 03月21日        | #99 - #101       | 榊美優     | 兵庫県南あわじ市              | [ 19 ]     |
| 52 | 03月28日        | #99 - #101       | 榊美優     | 徳島県鳴門市                  | [ 19 ]     |
| 53 | 04月04日        | #102 - #105      | 谷口茉妃菜 | 香川県三豊市                  | [ 34 ]     |
| 54 | 04月11日        | #102 - #105      | 兵頭葵     | 香川県観音寺市                | [ 34 ]     |
| 55 | 04月18日        | #102 - #105      | 田中皓子   | 愛媛県大三島                  | [ 34 ]     |
| 56 | 04月25日        | #102 - #105      | 谷口茉妃菜 | 広島県福山市                  | [ 34 ]     |
| 57 | 05月16日        | #108 - #110      | 岩田陽菜   | 山口県下関市関門海峡          | [ 10 ]     |
| 58 | 05月23日        | #108 - #110      | 石田みなみ | 愛媛県西条市                  | [ 10 ]     |
| 59 | 05月30日        | #108 - #110      | 今村美月   | 広島県宮島                    | [ 10 ]     |
| 60 | 06月06日        | #111 #113 #114   | 薮下楓     | 香川県善通寺市                | [ 4 ]      |
| 61 | 06月20日        | #111 #113 #114   | 信濃宙花   | 香川県東かがわ市              | [ 4 ]      |
| 62 | 06月27日        | #111 #113 #114   | 榊美優     | 島根県津和野町                | [ 4 ]      |
| 63 | 07月11日        | #116 #117 #118   | 福田朱里   | 広島県三次市                  | [ 35 ]     |
| 64 | 07月18日        | #116 #117 #118   | 沖侑果     | 岡山県高梁市                  | [ 35 ]     |
| 65 | 07月25日        | #116 #117 #118   | 兵頭葵     | 香川県多度津町                | [ 35 ]     |
| 66 | 10月03日        | #128 - #131      | 矢野帆夏   | 山口県防府市                  | [ 36 ]     |
| 67 | 10月10日        | #128 - #131      | 兵頭葵     | 愛媛県新居浜市                | [ 36 ]     |
| 68 | 10月17日        | #128 - #131      | 沖侑果     | 鳥取県境港市                  | [ 36 ]     |
| 69 | 10月24日        | #128 - #131      | 甲斐心愛   | 岡山県笠岡市                  | [ 36 ]     |
| 70 | 11月28日        | #136 - #139      | 峯吉愛梨沙 | 広島県とびしま海道 前編・後編 | [ 20 ]     |
| 71 | 12月05日        | #136 - #139      | 峯吉愛梨沙 | 広島県とびしま海道 前編・後編 | [ 20 ]     |
| 72 | 12月12日        | #136 - #139      | 兵頭葵     | 香川県高松市 前編・後編       | [ 20 ]     |
| 73 | 12月19日        | #136 - #139      | 兵頭葵     | 香川県高松市 前編・後編       | [ 20 ]     |
| 74 | 2021年 01月09日 | #140 - #142      | 谷口茉妃菜 | 愛媛県しまなみ海道伯方島      | [ 37 ]     |
| 75 | 01月16日        | #140 - #142      | 谷口茉妃菜 | 愛媛県しまなみ海道大三島      | [ 37 ]     |
| 76 | 01月23日        | #140 - #142      | 大谷満理奈 | 広島県竹原市                  | [ 37 ]     |
| 77 | 03月20日        | #150             | 石田千穂   | 広島県広島市中区              | [ 38 ]     |
| 78 | 04月10日        | #153 #155 - #156 | 田中皓子   | 広島県東広島市西条            | [ 39 ]     |
| 79 | 04月24日        | #153 #155 - #156 | 田中皓子   | 広島県東広島市                | [ 39 ]     |
| 80 | 05月01日        | #153 #155 - #156 | 信濃宙花   | 山口県萩市                    | [ 39 ]     |
| 81 | 07月17日        | #167             | 瀧野由美子 | 広島県福山市                  | [ 40 ]     |

### 教えて♪せとうちマエストロ
広島テレのテレビ派のコーナー「教えて♪せとうちマエストロ」で、瀬戸内海7県で活躍する様々なジャンルの巨匠たちにSTUが弟子入り。次世代に残したい技や伝統を学び免許皆伝を目指す。
| 回 | 放送日          | 回        | 出演者               | 旅先           | 備考          |
| -- | --------------- | --------- | -------------------- | -------------- | ------------- |
| 1  | 2021年 07月24日 | #168 #173 | 谷口茉妃菜・中廣弥生 | 広島県広島市   | [ 42 ]        |
| 2  | 08月28日        | #168 #173 | 谷口茉妃菜・中廣弥生 | 広島県呉市     | [ 43 ]        |
| 3  | 09月11日        | #174 #175 | 岩田陽菜・高雄さやか | 山口県周防大島 | [ 44 ] [ 45 ] |
| 4  | 09月18日        | #174 #175 | 岩田陽菜・高雄さやか | 山口県周防大島 | [ 44 ] [ 45 ] |
| 5  | 1106日          | #162 #183 | 峯吉愛梨沙・内海里音 | 岡山県倉敷市   | [ 46 ]        |
| 6  | 11月13日        | #162 #183 | 峯吉愛梨沙・内海里音 | 岡山県岡山市   | [ 47 ]        |
| 7  | 11月27日        | #185      | 信濃宙花・川又あん奈 | 広島県府中市   | [ 48 ]        |

## 放送日程

### 2018年
| 回     | 放送日               | 日直       | 出演者                                                                                 | 家庭科     | 備考     |
| ------ | -------------------- | ---------- | -------------------------------------------------------------------------------------- | ---------- | -------- |
| 第1回  | 04月07日             | 藤原あずさ | 岩田陽菜・門田桃奈・門脇実優菜・瀧野由美子・土路生優里・藤原あずさ・福田朱里・三島遥香 | 土路生優里 |          |
| 第2回  | 04月14日             | 土路生優里 | 岩田陽菜・門田桃奈・門脇実優菜・瀧野由美子・土路生優里・藤原あずさ・福田朱里・三島遥香 | 藤原あずさ |          |
| 第3回  | 04月21日             | 岩田陽菜   | 岩田陽菜・門田桃奈・門脇実優菜・瀧野由美子・土路生優里・藤原あずさ・福田朱里・三島遥香 | 門脇実優菜 |          |
| 第4回  | 04月28日             | 福田朱里   | 岩田陽菜・門田桃奈・門脇実優菜・瀧野由美子・土路生優里・藤原あずさ・福田朱里・三島遥香 | 岩田陽菜   |          |
| 第5回  | 05月05日             | 田中皓子   | 石田みなみ・磯貝花音・甲斐心愛・菅原早記・田中皓子・谷口茉妃菜・森香穂                 | 菅原早記   |          |
| 第6回  | 05月12日             | 磯貝花音   | 石田みなみ・磯貝花音・甲斐心愛・菅原早記・田中皓子・谷口茉妃菜・森香穂                 | 甲斐心愛   |          |
| 第7回  | 05月19日             | 石田みなみ | 石田みなみ・磯貝花音・甲斐心愛・菅原早記・田中皓子・谷口茉妃菜・森香穂                 | 谷口茉妃菜 |          |
| 第8回  | 05月26日             | 甲斐心愛   | 石田みなみ・磯貝花音・甲斐心愛・菅原早記・田中皓子・谷口茉妃菜・森香穂                 | 石田みなみ |          |
| 第9回  | 06月02日             | 市岡愛弓   | 市岡愛弓・岩田陽菜・大谷満理奈・門田桃奈・新谷野々花・峯吉愛梨沙・森下舞羽             | -          |          |
| 第10回 | 06月09日             | 新谷野々花 | 市岡愛弓・岩田陽菜・大谷満理奈・門田桃奈・新谷野々花・峯吉愛梨沙・森下舞羽             | -          |          |
| 第11回 | 06月16日             | 大谷満理奈 | 市岡愛弓・岩田陽菜・大谷満理奈・門田桃奈・新谷野々花・峯吉愛梨沙・森下舞羽             | -          |          |
| 第12回 | 06月23日             | 岩田陽菜   | 市岡愛弓・岩田陽菜・大谷満理奈・門田桃奈・新谷野々花・峯吉愛梨沙・森下舞羽             | -          |          |
| 第13回 | 06月30日             | 薮下楓     | 石田千穂・今村美月・榊美優・兵頭葵・藤原あずさ・矢野帆夏・薮下楓                       | -          |          |
| 第14回 | 07月14日 1:00 - 1:30 | 石田千穂   | 石田千穂・今村美月・榊美優・兵頭葵・藤原あずさ・矢野帆夏・薮下楓                       | -          |          |
| 第15回 | 07月14日 1:30 - 2:00 | 今村美月   | 石田千穂・今村美月・榊美優・兵頭葵・藤原あずさ・矢野帆夏・薮下楓                       | -          |          |
| 第16回 | 07月21日             | 矢野帆夏   | 石田千穂・今村美月・榊美優・兵頭葵・藤原あずさ・矢野帆夏・薮下楓                       | -          |          |
| 第17回 | 07月28日             | 福田朱里   | 石田千穂・岩田陽菜・沖侑果・甲斐心愛・瀧野由美子・福田朱里・中村舞                     | -          |          |
| 第18回 | 08月04日             | 瀧野由美子 | 石田千穂・岩田陽菜・沖侑果・甲斐心愛・瀧野由美子・福田朱里・中村舞                     | -          |          |
| 第19回 | 08月11日             | 沖侑果     | 石田千穂・岩田陽菜・沖侑果・甲斐心愛・瀧野由美子・福田朱里・中村舞                     | -          |          |
| 第20回 | 08月18日             | 石田千穂   | 石田千穂・岩田陽菜・沖侑果・甲斐心愛・瀧野由美子・福田朱里・中村舞                     | -          |          |
| 第21回 | 08月25日             | 藤原あずさ | 榊美優、佐野遥、菅原早記、藤原あずさ、三島遥香、峯吉愛梨沙、矢野帆夏                   | -          |          |
| 第22回 | 09月01日             | 総集編     | 総集編                                                                                 | 総集編     |          |
| 第23回 | 09月08日             | 菅原早記   | 榊美優、佐野遥、菅原早記、藤原あずさ、三島遥香、峯吉愛梨沙、矢野帆夏                   | -          |          |
| 第24回 | 09月15日             | 佐野遥     | 榊美優、佐野遥、菅原早記、藤原あずさ、三島遥香、峯吉愛梨沙、矢野帆夏                   | -          |          |
| 第25回 | 09月23日             | 矢野帆夏   | 榊美優、佐野遥、菅原早記、藤原あずさ、三島遥香、峯吉愛梨沙、矢野帆夏                   | -          |          |
| 第26回 | 09月29日             | 磯貝花音   | 石田みなみ・磯貝花音・門脇実優菜・瀧野由美子・土路生優里・田中皓子・薮下楓             | -          |          |
| 第27回 | 10月06日             | 田中皓子   | 石田みなみ・磯貝花音・門脇実優菜・瀧野由美子・土路生優里・田中皓子・薮下楓             | -          |          |
| 第28回 | 10月13日             | 瀧野由美子 | 石田みなみ・磯貝花音・門脇実優菜・瀧野由美子・土路生優里・田中皓子・薮下楓             | -          |          |
| 第29回 | 10月20日             | 土路生優里 | 石田みなみ・磯貝花音・門脇実優菜・瀧野由美子・土路生優里・田中皓子・薮下楓             | -          |          |
| 第30回 | 10月27日             | 矢野帆夏   | 門田桃奈・藤原あずさ・福田朱里・三島遥香・矢野帆夏                                     | -          | [ 注 6 ] |
| 第31回 | 11月03日             | 矢野帆夏   | 門田桃奈・藤原あずさ・福田朱里・三島遥香・矢野帆夏                                     | -          | [ 注 6 ] |
| 第32回 | 11月10日             | 矢野帆夏   | 門田桃奈・藤原あずさ・福田朱里・三島遥香・矢野帆夏                                     | -          | [ 注 6 ] |
| 第33回 | 11月17日             | 矢野帆夏   | 門田桃奈・藤原あずさ・福田朱里・三島遥香・矢野帆夏                                     | -          | [ 注 6 ] |
| 第34回 | 11月24日             | 磯貝花音   | 石田千穂・今村美月・磯貝花音・大谷満理奈・新谷野々花・谷口茉妃菜・田中皓子             | -          |          |
| 第35回 | 12月01日             | 今村美月   | 石田千穂・今村美月・磯貝花音・大谷満理奈・新谷野々花・谷口茉妃菜・田中皓子             | -          |          |
| 第36回 | 12月08日             | 田中皓子   | 石田千穂・今村美月・磯貝花音・大谷満理奈・新谷野々花・谷口茉妃菜・田中皓子             | -          |          |
| 第37回 | 12月15日             | 石田千穂   | 石田千穂・今村美月・磯貝花音・大谷満理奈・新谷野々花・谷口茉妃菜・田中皓子             | -          |          |
| 第38回 | 12月22日             | 総集編     | 総集編                                                                                 | 総集編     |          |

### 2019年
| 回     | 放送日               | 日直       | 出演者                                                                     | 備考      |
| ------ | -------------------- | ---------- | -------------------------------------------------------------------------- | --------- |
| 第39回 | 01月5日              | 菅原早記   | 岩田陽菜・甲斐心愛・門脇実優菜・榊美優・菅原早記・峯吉愛梨沙・薮下楓       |           |
| 第40回 | 01月12日             | 門脇実優菜 | 岩田陽菜・甲斐心愛・門脇実優菜・榊美優・菅原早記・峯吉愛梨沙・薮下楓       |           |
| 第41回 | 01月19日             | 榊美優     | 岩田陽菜・甲斐心愛・門脇実優菜・榊美優・菅原早記・峯吉愛梨沙・薮下楓       |           |
| 第42回 | 01月26日             | 峯吉愛梨沙 | 岩田陽菜・甲斐心愛・門脇実優菜・榊美優・菅原早記・峯吉愛梨沙・薮下楓       |           |
| 第43回 | 02月02日             | 福田朱里   | 石田千穂・磯貝花音・市岡愛弓・沖侑果・甲斐心愛・瀧野由美子・福田朱里       |           |
| 第44回 | 02月09日             | 甲斐心愛   | 石田千穂・磯貝花音・市岡愛弓・沖侑果・甲斐心愛・瀧野由美子・福田朱里       |           |
| 第45回 | 02月16日             | 石田千穂   | 石田千穂・磯貝花音・市岡愛弓・沖侑果・甲斐心愛・瀧野由美子・福田朱里       |           |
| 第46回 | 02月23日             | 瀧野由美子 | 石田千穂・磯貝花音・市岡愛弓・沖侑果・甲斐心愛・瀧野由美子・福田朱里       |           |
| 第47回 | 03月02日             | 薮下楓     | 石田みなみ・今村美月・磯貝花音・岩田陽菜・門脇実優菜・土路生優里・薮下楓   |           |
| 第48回 | 03月09日             | 石田みなみ | 石田みなみ・今村美月・磯貝花音・岩田陽菜・門脇実優菜・土路生優里・薮下楓   |           |
| 第49回 | 03月16日             | 岩田陽菜   | 石田みなみ・今村美月・磯貝花音・岩田陽菜・門脇実優菜・土路生優里・薮下楓   |           |
| 第50回 | 03月23日             | 今村美月   | 石田みなみ・今村美月・磯貝花音・岩田陽菜・門脇実優菜・土路生優里・薮下楓   |           |
| 第51回 | 03月30日             | 総集編     | 総集編                                                                     |           |
| 第52回 | 04月06日             | 磯貝花音   | 今村美月・磯貝花音・岩田陽菜・沖侑果・中村舞                               |           |
| 第53回 | 04月13日             | 沖侑果     | 今村美月・磯貝花音・岩田陽菜・沖侑果・中村舞                               |           |
| 第54回 | 04月20日             | 中村舞     | 今村美月・磯貝花音・岩田陽菜・沖侑果・中村舞                               |           |
| 第55回 | 04月27日             | 今村美月   | 今村美月・磯貝花音・岩田陽菜・沖侑果・中村舞                               |           |
| 第56回 | 05月04日             | 藤原あずさ | 大谷満理奈・榊美優・菅原早記・兵頭葵・藤原あずさ・峯吉愛梨沙・矢野帆夏     |           |
| 第57回 | 05月11日             | 矢野帆夏   | 大谷満理奈・榊美優・菅原早記・兵頭葵・藤原あずさ・峯吉愛梨沙・矢野帆夏     |           |
| 第58回 | 05月18日             | 菅原早記   | 大谷満理奈・榊美優・菅原早記・兵頭葵・藤原あずさ・峯吉愛梨沙・矢野帆夏     |           |
| 第59回 | 05月25日             | 兵頭葵     | 大谷満理奈・榊美優・菅原早記・兵頭葵・藤原あずさ・峯吉愛梨沙・矢野帆夏     |           |
| 第60回 | 06月01日             | 沖侑果     | 門田桃奈・大谷満理奈・森香穂・峯吉愛梨沙・新谷野々花・岩田陽菜・沖侑果     |           |
| 第61回 | 06月08日             | 岩田陽菜   | 門田桃奈・大谷満理奈・森香穂・峯吉愛梨沙・新谷野々花・岩田陽菜・沖侑果     |           |
| 第62回 | 06月15日             | 門田桃奈   | 門田桃奈・大谷満理奈・森香穂・峯吉愛梨沙・新谷野々花・岩田陽菜・沖侑果     |           |
| 第63回 | 06月22日             | 森香穂     | 門田桃奈・大谷満理奈・森香穂・峯吉愛梨沙・新谷野々花・岩田陽菜・沖侑果     |           |
| 第64回 | 06月29日             | 沖侑果     | 田中皓子・土路生優里・三島遥香・森下舞羽・沖侑果                           | [ 注 9 ]  |
| 第65回 | 07月06日             | 沖侑果     | 田中皓子・土路生優里・三島遥香・森下舞羽・沖侑果                           | [ 注 9 ]  |
| 第66回 | 07月13日             | 沖侑果     | 田中皓子・土路生優里・三島遥香・森下舞羽・沖侑果                           | [ 注 9 ]  |
| 第67回 | 07月20日             | 沖侑果     | 田中皓子・土路生優里・三島遥香・森下舞羽・沖侑果                           | [ 注 9 ]  |
| 第68回 | 07月27日             | 沖侑果     | 田中皓子・土路生優里・三島遥香・森下舞羽・沖侑果                           | [ 注 9 ]  |
| 第69回 | 08月03日             | 榊美優     | 岩田陽菜・大谷満理奈・磯貝花音・榊美優・峯吉愛梨沙・瀧野由美子・中村舞     |           |
| 第70回 | 08月10日             | 磯貝花音   | 岩田陽菜・大谷満理奈・磯貝花音・榊美優・峯吉愛梨沙・瀧野由美子・中村舞     |           |
| 第71回 | 08月17日             | 峯吉愛梨沙 | 岩田陽菜・大谷満理奈・磯貝花音・榊美優・峯吉愛梨沙・瀧野由美子・中村舞     |           |
| 第72回 | 08月24日             | 瀧野由美子 | 岩田陽菜・大谷満理奈・磯貝花音・榊美優・峯吉愛梨沙・瀧野由美子・中村舞     |           |
| 第73回 | 08月31日             | 藤原あずさ | 新谷野々花・谷口茉妃菜・兵頭葵・藤原あずさ・峯吉愛梨沙・森下舞羽・信濃宙花 |           |
| 第74回 | 09月07日 0:55 - 1:25 | 森下舞羽   | 新谷野々花・谷口茉妃菜・兵頭葵・藤原あずさ・峯吉愛梨沙・森下舞羽・信濃宙花 | [ 注 10 ] |
| 第75回 | 09月14日             | 新谷野々花 | 新谷野々花・谷口茉妃菜・兵頭葵・藤原あずさ・峯吉愛梨沙・森下舞羽・信濃宙花 |           |
| 第76回 | 09月21日 1:40 - 2:09 | 信濃宙花   | 新谷野々花・谷口茉妃菜・兵頭葵・藤原あずさ・峯吉愛梨沙・森下舞羽・信濃宙花 | [ 注 11 ] |
| 第77回 | 09月28日             | 総集編     | 総集編                                                                     |           |
| 第78回 | 10月05日             | 三島遥香   | 石田みなみ・岩田陽菜・甲斐心愛・門脇実優菜・田中皓子・三島遥香・沖侑果     |           |
| 第79回 | 10月12日 2:30 - 2:59 | 岩田陽菜   | 石田みなみ・岩田陽菜・甲斐心愛・門脇実優菜・田中皓子・三島遥香・沖侑果     | [ 注 13 ] |
| 第80回 | 10月19日             | 田中皓子   | 石田みなみ・岩田陽菜・甲斐心愛・門脇実優菜・田中皓子・三島遥香・沖侑果     |           |
| 第81回 | 10月26日             | 甲斐心愛   | 石田みなみ・岩田陽菜・甲斐心愛・門脇実優菜・田中皓子・三島遥香・沖侑果     |           |
| 第82回 | 11月02日             | 福田朱里   | 石田千穂・大谷満理奈・新谷野々花・福田朱里・藤原あずさ・森下舞羽・信濃宙花 |           |
| 第83回 | 11月09日             | 大谷満理奈 | 石田千穂・大谷満理奈・新谷野々花・福田朱里・藤原あずさ・森下舞羽・信濃宙花 |           |
| 第84回 | 11月16日             | 藤原あずさ | 石田千穂・大谷満理奈・新谷野々花・福田朱里・藤原あずさ・森下舞羽・信濃宙花 |           |
| 第85回 | 11月23日             | 石田千穂   | 石田千穂・大谷満理奈・新谷野々花・福田朱里・藤原あずさ・森下舞羽・信濃宙花 |           |
| 第86回 | 11月30日             | 森下舞羽   | 新谷野々花・谷口茉妃菜・藤原あずさ・森下舞羽・中村舞                       | [ 注 14 ] |
| 第87回 | 12月07日             | 森下舞羽   | 新谷野々花・谷口茉妃菜・藤原あずさ・森下舞羽・中村舞                       | [ 注 14 ] |
| 第88回 | 12月14日             | 森下舞羽   | 新谷野々花・谷口茉妃菜・藤原あずさ・森下舞羽・中村舞                       | [ 注 14 ] |
| 第89回 | 12月21日             | 森下舞羽   | 新谷野々花・谷口茉妃菜・藤原あずさ・森下舞羽・中村舞                       | [ 注 14 ] |

### 2020年
| 回      | 放送日               | 日直       | 出演者                                                                                    | 備考                           |
| ------- | -------------------- | ---------- | ----------------------------------------------------------------------------------------- | ------------------------------ |
| 第90回  | 01月11日             | 今村美月   | 石田みなみ・今村美月・門脇実優菜・榊美優・田中皓子・兵頭葵・矢野帆夏                      |                                |
| 第91回  | 01月18日             | 矢野帆夏   | 石田みなみ・今村美月・門脇実優菜・榊美優・田中皓子・兵頭葵・矢野帆夏                      |                                |
| 第92回  | 01月25日             | 榊美優     | 石田みなみ・今村美月・門脇実優菜・榊美優・田中皓子・兵頭葵・矢野帆夏                      |                                |
| 第93回  | 02月01日             | 門脇実優菜 | 石田みなみ・今村美月・門脇実優菜・榊美優・田中皓子・兵頭葵・矢野帆夏                      |                                |
| 第94回  | 02月08日             | 藤原あずさ | 藤原あずさ・（2期研究生）：原田清花・中廣弥生・迫姫華・田村菜月・吉田彩良・吉崎凜子       |                                |
| 第95回  | 02月15日             | 福田朱里   | 福田朱里・（2期研究生）：池田裕楽・内海里音・川又あん奈・小島愛子・宗雪里香・渡辺菜月     |                                |
| 第96回  | 02月22日             | 矢野帆夏   | 矢野帆夏・（2期研究生）：尾崎世里花・川又優菜・近藤ありす・高雄さやか・南有梨菜・立仙百佳 |                                |
| 第97回  | 02月29日             | 大谷満理奈 | 大谷満理奈・（2期研究生）：今泉美利愛・工藤理子・清水紗良・鈴木彩夏・田口玲佳・田中美帆   |                                |
| 第98回  | 03月07日             | 石田千穂   | 石田千穂・ 磯貝花音・岩田陽菜・大谷満理奈・門脇実優菜・峯吉愛梨沙・中村舞                 |                                |
| 第99回  | 03月14日             | 岩田陽菜   | 石田千穂・ 磯貝花音・岩田陽菜・大谷満理奈・門脇実優菜・峯吉愛梨沙・中村舞                 |                                |
| 第100回 | 03月21日             | 磯貝花音   | 石田千穂・ 磯貝花音・岩田陽菜・大谷満理奈・門脇実優菜・峯吉愛梨沙・中村舞                 |                                |
| 第101回 | 03月28日             | 峯吉愛梨沙 | 石田千穂・ 磯貝花音・岩田陽菜・大谷満理奈・門脇実優菜・峯吉愛梨沙・中村舞                 |                                |
| 第102回 | 04月04日             | 信濃宙花   | 今村美月・新谷野々花・谷口茉妃菜・田中皓子・森下舞羽・薮下楓・信濃宙花                    |                                |
| 第103回 | 04月11日             | 今村美月   | 今村美月・新谷野々花・谷口茉妃菜・田中皓子・森下舞羽・薮下楓・信濃宙花                    |                                |
| 第104回 | 04月18日             | 田中皓子   | 今村美月・新谷野々花・谷口茉妃菜・田中皓子・森下舞羽・薮下楓・信濃宙花                    |                                |
| 第105回 | 04月25日             | 薮下楓     | 今村美月・新谷野々花・谷口茉妃菜・田中皓子・森下舞羽・薮下楓・信濃宙花                    |                                |
| 第106回 | 05月02日             | 新谷野々花 | 今村美月・岩田陽菜・甲斐心愛・新谷野々花・兵頭葵・福田朱里・瀧野由美子                    |                                |
| 第107回 | 05月09日             | 瀧野由美子 | 今村美月・岩田陽菜・甲斐心愛・新谷野々花・兵頭葵・福田朱里・瀧野由美子                    |                                |
| 第108回 | 05月16日             | 今村美月   | 今村美月・岩田陽菜・甲斐心愛・新谷野々花・兵頭葵・福田朱里・瀧野由美子                    |                                |
| 第109回 | 05月23日             | 福田朱里   | 今村美月・岩田陽菜・甲斐心愛・新谷野々花・兵頭葵・福田朱里・瀧野由美子                    |                                |
| 第110回 | 05月30日             | 兵頭葵     | 今村美月・岩田陽菜・甲斐心愛・新谷野々花・兵頭葵・福田朱里・瀧野由美子                    |                                |
| 第111回 | 06月06日             | 石田千穂   | 石田千穂・今村美月・瀧野由美子・中村舞                                                    | リモート配信（オンライン授業） |
| 第112回 | 06月13日             | 石田千穂   | 石田千穂・今村美月・瀧野由美子・中村舞                                                    | リモート配信（オンライン授業） |
| 第113回 | 06月20日 0:40 - 1:09 | 石田千穂   | 石田千穂・今村美月・瀧野由美子・中村舞                                                    | リモート配信（オンライン授業） |
| 第114回 | 06月27日             | 石田千穂   | 石田千穂・今村美月・瀧野由美子・中村舞                                                    | リモート配信（オンライン授業） |
| 第115回 | 07月04日             | 今村美月   | 今村美月・沖侑果・信濃宙花・中村舞                                                        |                                |
| 第116回 | 07月11日             | 今村美月   | 今村美月・沖侑果・信濃宙花・中村舞                                                        |                                |
| 第117回 | 07月18日             | 今村美月   | 今村美月・沖侑果・信濃宙花・中村舞                                                        |                                |
| 第118回 | 07月25日             | 今村美月   | 今村美月・沖侑果・信濃宙花・中村舞                                                        |                                |
| 第119回 | 08月01日             | 門脇実優菜 | 岩田陽菜・門脇実優菜・田中皓子・瀧野由美子                                                |                                |
| 第120回 | 08月08日             | 岩田陽菜   | 岩田陽菜・門脇実優菜・田中皓子・瀧野由美子                                                | [ 注 16 ]                      |
| 第121回 | 08月15日 0:35 - 1:05 | 瀧野由美子 | 岩田陽菜・門脇実優菜・田中皓子・瀧野由美子                                                | [ 注 18 ]                      |
| 第122回 | 08月22日 0:40 - 1:10 | 田中皓子   | 岩田陽菜・門脇実優菜・田中皓子・瀧野由美子                                                | [ 注 20 ]                      |
| 第123回 | 08月29日             | 門脇実優菜 | 岩田陽菜・門脇実優菜・田中皓子・瀧野由美子                                                | [ 注 21 ]                      |
| 第124回 | 09月05日             | 薮下楓     | 今村美月・田中皓子・兵頭葵・薮下楓                                                        |                                |
| 第125回 | 09月12日             | 兵頭葵     | 今村美月・田中皓子・兵頭葵・薮下楓                                                        |                                |
| 第126回 | 09月19日             | 田中皓子   | 今村美月・田中皓子・兵頭葵・薮下楓                                                        |                                |
| 第127回 | 09月26日             | 今村美月   | 今村美月・田中皓子・兵頭葵・薮下楓                                                        |                                |
| 第128回 | 10月03日             | 沖侑果     | 大谷満理奈・沖侑果・峯吉愛梨沙・矢野帆夏                                                  |                                |
| 第129回 | 10月10日             | 大谷満理奈 | 大谷満理奈・沖侑果・峯吉愛梨沙・矢野帆夏                                                  |                                |
| 第130回 | 10月17日             | 峯吉愛梨沙 | 大谷満理奈・沖侑果・峯吉愛梨沙・矢野帆夏                                                  |                                |
| 第131回 | 10月24日             | 矢野帆夏   | 大谷満理奈・沖侑果・峯吉愛梨沙・矢野帆夏                                                  |                                |
| 第132回 | 10月31日             | 石田千穂   | 石田千穂・岩田陽菜・信濃宙花・中村舞・峯吉愛梨沙                                          | [ 注 22 ]                      |
| 第133回 | 11月07日             | 信濃宙花   | 石田千穂・岩田陽菜・信濃宙花・中村舞・峯吉愛梨沙                                          | [ 注 22 ]                      |
| 第134回 | 11月14日             | 岩田陽菜   | 石田千穂・岩田陽菜・信濃宙花・中村舞・峯吉愛梨沙                                          | [ 注 22 ]                      |
| 第135回 | 11月21日             | 峯吉愛梨沙 | 石田千穂・岩田陽菜・信濃宙花・中村舞・峯吉愛梨沙                                          | [ 注 22 ]                      |
| 第136回 | 11月28日             | 峯吉愛梨沙 | 榊美優・福田朱里・中村舞・峯吉愛梨沙                                                      |                                |
| 第137回 | 12月05日             | 榊美優     | 榊美優・福田朱里・中村舞・峯吉愛梨沙                                                      |                                |
| 第138回 | 12月12日             | 福田朱里   | 榊美優・福田朱里・中村舞・峯吉愛梨沙                                                      |                                |
| 第139回 | 12月19日             | 中村舞     | 榊美優・福田朱里・中村舞・峯吉愛梨沙                                                      |                                |

### 2021年
| 回      | 放送日               | 日直       | 出演者                                     | 備考      |
| ------- | -------------------- | ---------- | ------------------------------------------ | --------- |
| 第140回 | 01月09日             | 福田朱里   | 岩田陽菜・信濃宙花・中村舞・福田朱里       |           |
| 第141回 | 01月16日             | 中村舞     | 岩田陽菜・信濃宙花・中村舞・福田朱里       |           |
| 第142回 | 01月23日             | 岩田陽菜   | 岩田陽菜・信濃宙花・中村舞・福田朱里       |           |
| 第143回 | 01月30日             | 信濃宙花   | 岩田陽菜・信濃宙花・中村舞・福田朱里       |           |
| 第144回 | 02月06日 1:10 - 1:40 | 中村舞     | 今村美月・田中皓子・谷口茉妃菜・中村舞     |           |
| 第145回 | 02月13日             | 田中皓子   | 今村美月・田中皓子・谷口茉妃菜・中村舞     |           |
| 第146回 | 02月20日             | 谷口茉妃菜 | 今村美月・田中皓子・谷口茉妃菜・中村舞     |           |
| 第147回 | 02月27日             | 今村美月   | 今村美月・田中皓子・谷口茉妃菜・中村舞     |           |
| 第148回 | 03月06日             | 矢野帆夏   | 瀧野由美子・信濃宙花・矢野帆夏             |           |
| 第149回 | 03月13日             | 信濃宙花   | 瀧野由美子・信濃宙花・矢野帆夏             |           |
| 第150回 | 03月20日             | 瀧野由美子 | 瀧野由美子・信濃宙花・矢野帆夏             |           |
| 第151回 | 03月27日 1:00 - 1:29 | 矢野帆夏   | 瀧野由美子・信濃宙花・矢野帆夏             | [ 注 24 ] |
| 第152回 | 04月03日             | 信濃宙花   | 今村美月・石田みなみ・福田朱里・信濃宙花   |           |
| 第153回 | 04月10日             | 福田朱里   | 今村美月・石田みなみ・福田朱里・信濃宙花   |           |
| 第154回 | 04月17日             | 石田みなみ | 今村美月・石田みなみ・福田朱里・信濃宙花   |           |
| 第155回 | 04月24日             | 今村美月   | 今村美月・石田みなみ・福田朱里・信濃宙花   |           |
| 第156回 | 05月01日             | 信濃宙花   | 今村美月・石田みなみ・福田朱里・信濃宙花   |           |
| 第157回 | 05月08日             | 沖侑果     | 信濃宙花・岩田陽菜・沖侑果                 |           |
| 第158回 | 05月15日             | 岩田陽菜   | 信濃宙花・岩田陽菜・沖侑果                 |           |
| 第159回 | 05月22日             | 信濃宙花   | 信濃宙花・岩田陽菜・沖侑果                 |           |
| 第160回 | 05月29日             | 沖侑果     | 信濃宙花・岩田陽菜・沖侑果                 |           |
| 第161回 | 06月05日             | 薮下楓     | 峯吉愛梨沙・薮下楓・谷口茉妃菜・兵頭葵     |           |
| 第162回 | 06月12日             | 峯吉愛梨沙 | 峯吉愛梨沙・薮下楓・谷口茉妃菜・兵頭葵     |           |
| 第163回 | 06月19日             | 谷口茉妃菜 | 峯吉愛梨沙・薮下楓・谷口茉妃菜・兵頭葵     |           |
| 第164回 | 06月26日             | 兵頭葵     | 峯吉愛梨沙・薮下楓・谷口茉妃菜・兵頭葵     |           |
| 第165回 | 07月03日             | 矢野帆夏   | 中村舞・榊美優・峯吉愛梨沙・矢野帆夏       |           |
| 第166回 | 07月10日             | 榊美優     | 中村舞・榊美優・峯吉愛梨沙・矢野帆夏       |           |
| 第167回 | 07月17日             | 峯吉愛梨沙 | 中村舞・榊美優・峯吉愛梨沙・矢野帆夏       |           |
| 第168回 | 07月24日             | 中村舞     | 中村舞・榊美優・峯吉愛梨沙・矢野帆夏       |           |
| 第169回 | 07月31日             | 総集編     | 総集編                                     |           |
| 第170回 | 08月07日             | 今村美月   | 今村美月・信濃宙花・瀧野由美子             |           |
| 第171回 | 08月14日             | 瀧野由美子 | 今村美月・信濃宙花・瀧野由美子             |           |
| 第172回 | 08月21日             | 信濃宙花   | 今村美月・信濃宙花・瀧野由美子             |           |
| 第173回 | 08月28日             | 今村美月   | 今村美月・信濃宙花・瀧野由美子             |           |
| 第174回 | 09月11日             | 今村美月   | 石田みなみ・今村美月・岩田陽菜・信濃宙花   |           |
| 第175回 | 09月18日             | 信濃宙花   | 石田みなみ・今村美月・岩田陽菜・信濃宙花   |           |
| 第176回 | 09月25日             | 石田みなみ | 石田みなみ・今村美月・岩田陽菜・信濃宙花   |           |
| 第177回 | 10月02日             | 岩田陽菜   | 石田みなみ・今村美月・岩田陽菜・信濃宙花   |           |
| 第178回 | 10月09日             | 谷口茉妃菜 | 石田千穂・岩田陽菜・門脇実優菜・谷口茉妃菜 |           |
| 第179回 | 10月16日             | 石田千穂   | 石田千穂・岩田陽菜・門脇実優菜・谷口茉妃菜 |           |
| 第180回 | 10月23日             | 岩田陽菜   | 石田千穂・岩田陽菜・門脇実優菜・谷口茉妃菜 |           |
| 第181回 | 10月30日             | 門脇実優菜 | 石田千穂・岩田陽菜・門脇実優菜・谷口茉妃菜 |           |
| 第182回 | 11月06日             | 中村舞     | 石田みなみ・今村美月・岩田陽菜・中村舞     |           |
| 第183回 | 11月13日             | 今村美月   | 石田みなみ・今村美月・岩田陽菜・中村舞     |           |
| 第184回 | 11月20日             | 岩田陽菜   | 石田みなみ・今村美月・岩田陽菜・中村舞     |           |
| 第185回 | 11月27日             | 石田みなみ | 石田みなみ・今村美月・岩田陽菜・中村舞     |           |
| 第186回 | 12月04日             | 森下舞羽   | 岩田陽菜・信濃宙花・兵頭葵・森下舞羽       |           |
| 第187回 | 12月11日             | 岩田陽菜   | 岩田陽菜・信濃宙花・兵頭葵・森下舞羽       |           |
| 第188回 | 12月18日             | 信濃宙花   | 岩田陽菜・信濃宙花・兵頭葵・森下舞羽       |           |
| 第189回 | 12月25日             | 兵頭葵     | 岩田陽菜・信濃宙花・兵頭葵・森下舞羽       |           |

### 2022年
| 回      | 放送日   | 日直       | 出演者                                                 | 備考      |
| ------- | -------- | ---------- | ------------------------------------------------------ | --------- |
| 第190回 | 01月15日 | 今村美月   | 今村美月・中村舞・福田朱里・峯吉愛梨沙                 | [ 注 26 ] |
| 第191回 | 01月22日 | 今村美月   | 今村美月・中村舞・福田朱里・峯吉愛梨沙                 | [ 注 26 ] |
| 第192回 | 01月29日 | 中村舞     | 今村美月・中村舞・福田朱里・峯吉愛梨沙                 | [ 注 26 ] |
| 第193回 | 02月05日 | 中村舞     | 今村美月・中村舞・福田朱里・峯吉愛梨沙                 | [ 注 26 ] |
| 第194回 | 02月12日 | 石田みなみ | 石田みなみ・今村美月・福田朱里                         |           |
| 第195回 | 02月19日 | 福田朱里   | 石田みなみ・今村美月・福田朱里                         |           |
| 第196回 | 02月26日 | 今村美月   | 石田みなみ・今村美月・福田朱里                         |           |
| 第197回 | 03月05日 | 石田みなみ | 石田みなみ・今村美月・福田朱里                         |           |
| 第198回 | 03月12日 | 沖侑果     | 石田千穂・沖侑果・森下舞羽・矢野帆夏                   |           |
| 第199回 | 03月19日 | 矢野帆夏   | 石田千穂・沖侑果・森下舞羽・矢野帆夏                   |           |
| 第200回 | 03月26日 | 石田千穂   | 石田千穂・沖侑果・森下舞羽・矢野帆夏                   |           |
| 第201回 | 04月2日  | 森下舞羽   | 石田千穂・沖侑果・森下舞羽・矢野帆夏                   |           |
| 第202回 | 04月09日 | 矢野帆夏   | 谷口茉妃菜・兵頭葵・森下舞羽・矢野帆夏                 | [ 注 27 ] |
| 第203回 | 04月16日 | 矢野帆夏   | 谷口茉妃菜・兵頭葵・森下舞羽・矢野帆夏                 | [ 注 27 ] |
| 第204回 | 04月23日 | 矢野帆夏   | 谷口茉妃菜・兵頭葵・森下舞羽・矢野帆夏                 | [ 注 27 ] |
| 第205回 | 04月30日 | 矢野帆夏   | 谷口茉妃菜・兵頭葵・森下舞羽・矢野帆夏                 | [ 注 27 ] |
| 第206回 | 05月07日 | 中村舞     | 岩田陽菜・甲斐心愛・中村舞                             |           |
| 第207回 | 05月14日 | 岩田陽菜   | 岩田陽菜・甲斐心愛・中村舞                             |           |
| 第208回 | 05月21日 | 甲斐心愛   | 岩田陽菜・甲斐心愛・中村舞                             |           |
| 第209回 | 05月28日 | 岩田陽菜   | 岩田陽菜・甲斐心愛・中村舞                             |           |
| 第210回 | 06月04日 | 渡辺菜月   | 福田朱里・田中美帆・渡辺菜月                           | [ 注 29 ] |
| 第211回 | 06月11日 | 福田朱里   | 福田朱里・田中美帆・渡辺菜月                           | [ 注 29 ] |
| 第212回 | 06月18日 | 渡辺菜月   | 福田朱里・田中美帆・渡辺菜月                           | [ 注 29 ] |
| 第213回 | 06月25日 | 福田朱里   | 福田朱里・田中美帆・渡辺菜月                           | [ 注 29 ] |
| 第214回 | 07月02日 | 石田みなみ | 石田みなみ・岩田陽菜・小島愛子・立仙百佳               | [ 注 30 ] |
| 第215回 | 07月09日 | 岩田陽菜   | 石田みなみ・岩田陽菜・小島愛子・立仙百佳               | [ 注 30 ] |
| 第216回 | 07月16日 | 小島愛子   | 石田みなみ・岩田陽菜・小島愛子・立仙百佳               | [ 注 30 ] |
| 第217回 | 07月23日 | 立仙百佳   | 石田みなみ・岩田陽菜・小島愛子・立仙百佳               | [ 注 30 ] |
| 第218回 | 07月30日 | 石田みなみ | 石田みなみ・川又あん奈・工藤理子・兵頭葵               |           |
| 第219回 | 08月06日 | 川又あん奈 | 石田みなみ・川又あん奈・工藤理子・兵頭葵               |           |
| 第220回 | 08月13日 | 工藤理子   | 石田みなみ・川又あん奈・工藤理子・兵頭葵               |           |
| 第221回 | 08月20日 | 兵頭葵     | 石田みなみ・川又あん奈・工藤理子・兵頭葵               |           |
| 第222回 | 08月27日 | 川又優菜   | 川又優菜・宗雪里香・峯吉愛梨沙・矢野帆夏               |           |
| 第223回 | 09月03日 | 峯吉愛梨沙 | 川又優菜・宗雪里香・峯吉愛梨沙・矢野帆夏               |           |
| 第224回 | 09月10日 | 宗雪里香   | 川又優菜・宗雪里香・峯吉愛梨沙・矢野帆夏               |           |
| 第225回 | 09月17日 | -          | 石田千穂・信濃宙花・谷口茉妃菜・兵頭葵・矢野帆夏       |           |
| 第226回 | 09月24日 | -          | 今村美月・岩田陽菜・沖侑果・中村舞・森下舞羽           |           |
| 第227回 | 09月30日 | -          | 石田みなみ・甲斐心愛・瀧野由美子・福田朱里・峯吉愛梨沙 |           |

## ネット局・放送時間
終了時点でのネット局
| 放送地域       | 放送局            | 系列 | 放送日時                     | 放送期間                       | 備考       |
| -------------- | ----------------- | ---- | ---------------------------- | ------------------------------ | ---------- |
| 広島県         | 広島テレビ（HTV） | NNS  | 土曜 0:30 - 1:00（金曜深夜） | 2018年4月7日 - 2022年10月1日   | 制作局     |
| 山口県         | 山口放送（KRY）   | NNS  | 土曜 0:30 - 1:00（金曜深夜） | 2018年4月7日 - 2022年10月1日   | 同時ネット |
| 徳島県         | 四国放送（JRT）   | NNS  | 土曜 2:02 - 2:32（金曜深夜） | 2018年4月7日 - 2022年10月1日   | 約90分遅れ |
| 高知県         | 高知放送（RKC）   | NNS  | 木曜 1:54 - 2:24（水曜深夜） | 2018年4月12日 - 2022年10月20日 | 遅れネット |
| 香川県・岡山県 | 西日本放送（RNC） | NNS  | 水曜 1:59 - 2:29（火曜深夜） | 2018年4月18日 - 2022年10月19日 | 遅れネット |
| 愛媛県         | 南海放送（RNB）   | NNS  | 水曜 0:59 - 1:29（火曜深夜） | 2018年10月3日 - 2022年10月4日  | 遅れネット |

ネット配信
| 放送地域 | サービス名 | 更新日時 | 備考      |
| -------- | ---------- | -------- | --------- |
| 全国     | Hulu       | 不明     | [ 注 33 ] |

過去のネット局
| 放送地域 | 放送局            | 系列   | 放送日時                     | 放送期間                      | 備考           |
| -------- | ----------------- | ------ | ---------------------------- | ----------------------------- | -------------- |
| 兵庫県   | サンテレビ（SUN） | JAITS  | 木曜 1:30 - 2:00（水曜深夜） | 2018年4月13日 - 2019年3月29日 | 遅れネット     |
| 全国     | 日テレプラス      | CS放送 | 不定                         | 2018年5月29日 - 2020年9月5日  | 地上波と別構成 |

## 関連商品
| リリース日    | タイトル                        | 形態    | 品番       |
| ------------- | ------------------------------- | ------- | ---------- |
| 2019年4月24日 | STU↗でんつ!神回スペシャル Vol.1 | Blu-ray | HTVBD-0006 |

## スタッフ
- ナレーション：有田優理香（広島テレビアナウンサー）
- CAM：吉原洋二、橋口将志、井田健太、松井和哲、須川真也、清木美智、越智麻帆
- AUD：若林学、松浦雅俊、井田健太、武田篤也、新田茂樹、松田武
- CGデザイン：小林裕明、西原美彩
- MA：村上俊之、若林学
- メーク：NCM (Natural Creative Maker)
- 広報：三好宏子
- 協力：STU
- ディレクター：元廣伊佐央、薮下梨沙、岡本崇宏、小倉隆之、中濱有里
- プロデューサー：増田琢二、上野聖二
- 制作協力：広島放送、さくら組

過去のスタッフ
- ディレクター：斎藤哲、冨田珠江
- プロデューサー：山下浩史、藤村直己、佐々木奈緒